# Активна уява
Акти́вна уя́ва — спосіб роботи з несвідомими змістами (сновидіннями, фантазіями тощо) за допомогою перегляду образів в уяві, ведення діалогів та їх вербалізації.

## Історія
Суть методу вперше продемонстрував Карл Густав Юнг у статті «Трансцендентна функція», написаній у 1916, проте опублікованій тільки 1957 року. Публічно творець аналітичної психології вперше показав метод 1928 року в книзі «Стосунки між его і несвідомим» (§§ 341—373) і через рік у передмові до перекладу китайського трактату «Таємниця Золотої Квітки», виконаного Ріхардом Вільгельмом; Юнг вважав передмову до трактату продовженням попередньої книги. Крім цього, суть активної уяви докладно пояснено в Тавістокських лекціях 1935 року (§§ 390—414).

## Теоретична основа
Назва «активна уява» має на увазі, що уявлені суб'єктом образи живуть власним життям, і символічні події розгортаються відповідно до власної логіки. Юнг вважав, що якщо пацієнт просто зосередиться на уявній картині, несвідоме почне породжувати серію образів, які складаються в сюжет. Для опису процесу використовується така аналогія як видіння.
Швейцарський психіатр наполягав на реальності образів, що виникають у тому сенсі, наскільки реальний, наприклад, зелений колір. Відомо, що кольори не існують власними силами, за ними насправді ховаються електромагнітні хвилі певної частоти. Так само за фантазійними образами стоять реальні психічні процеси, виявити які можна за допомогою інтерпретації. Разом з тим, завдання активної уяви не стільки у розумінні особистістю її несвідомих процесів, скільки в їхніх переживаннях. Повне переживання можливе лише тоді, коли індивід візьме активну участь в уявних подіях.
На думку автора способу, терапевтичний зміст останнього полягає в такому. П'єр Жане в роботі «Психологічні методи лікування» (1919) створив теоретичну модель неврозів, що спирається на поняття сили та напруження психічної енергії. За цією моделлю астенія, зокрема, уявлялася як недостатність психологічної сили, для її лікування пропонувалося відновити баланс надходжень та витрат психічної енергії. Однак Юнг вважав, що внаслідок закону збереження енергії психічна енергія не може зникати без сліду. Але водночас баланс психічної енергії може зміщуватися у бік або свідомості, або несвідомого. Дозволяючи несвідомим фантазіям прориватися на поверхню, можна перемістити психоенергетичний баланс пацієнта на користь свідомості. На практиці це виглядає як зміна свідомих установок індивіда.
Вплив на свідомі установки може бути досить глибоким. Подібні зміни Юнг назвав трансцендентною функцією, маючи на увазі здатність людської душі до перетворень. Швейцарець побачив у цьому паралелі між психологією та алхімічною філософією.

## Відмінності від аналогічних технік
За твердженням Марії-Луїзи фон Франц, метод активної уяви стоїть поряд з такими європейськими техніками медитації, як аутогенне тренування Йоганна Шульца(1932), «терапевтична медитація» Карла Гаппіха (1932), «напрямлене фантазування» Робера Дезуаля (1938), методи Гаральда Шульца-Хенке і Фрідріха Мауца.
Відмінності юнгівської методики такі. Юнг не приписує пацієнту конкретних вправ на фізичне розслаблення, як в аутогенному тренуванні. Активна уява не змушує пацієнта звертатися до набору вироблених аналітиком тематик, на відміну від методу Карла Гаппіха, який задає пацієнту заздалегідь заготовлений образ на кшталт «луги дитинства» чи «гори». Нарешті, Юнг пропонує менш активне керування поведінкою пацієнта під час медитації з боку психотерапевта, ніж передбачено у спрямованому фантазуванні.

## Вплив
Метод активної уяви спонукав французького ісламознавця Анрі Корбена до створення концепції світу уявних форм (mundus imaginalis). Цю концепцію, виведену з мусульманського теософського поняття Малакут, Корбен уявляв собі як метафізичну основу для активної уяви. Згодом Джеймс Гіллман використав концепцію mundus imaginalis як одну з фундаментальних основ архетипічної психології.
Активна уява стала також відправною точкою для створення методу символдрами Ханскарла Лейнера, хоча згодом символдрама стала використовувати як свою теоретичну базу психоаналіз.